# Bentpath
Bentpath ist eine Ortschaft in der schottischen Council Area Dumfries and Galloway. Sie liegt rund 33 Kilometer nordöstlich von Dumfries am rechten Ufer des Esk im Osten der Region.

## Geschichte
An einem Hügel nordwestlich von Bentpath finden sich die Überreste einer historischen Siedlung. Weitere Wüstungen sind südwestlich und südlich zu finden. In den frühen 1880er Jahren entstand die Westerkirk Parish Church. Auf dem umgebenden Friedhof befindet sich seit etwa 1790 das nach einem Entwurf des schottischen Architekten Robert Adam erbaute klassizistische Johnstone Mausoleum.

## Verkehr
Mitte der 1730er Jahre wurde mit der Bentpath Bridge eine Querung des Esks errichtet. Die B709 tangiert Bentpath und schließt die Ortschaft in Langholm an die A7 an.

## Westerkirk Parish Library

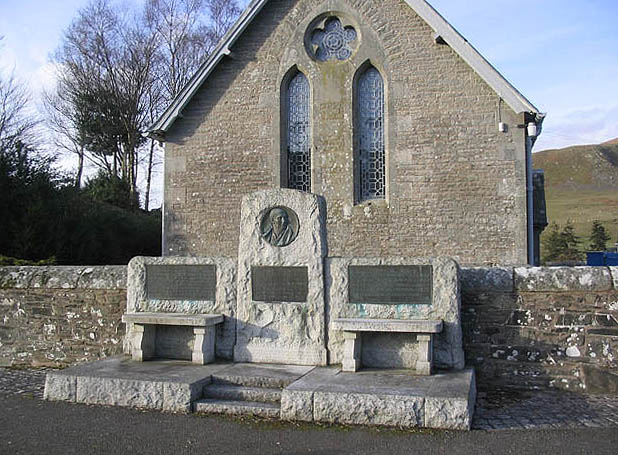
Die Westerkirk Parish Library und das Thomas-Telford-Denkmal

An der B709 steht 300 m westlich des Dorfes die Westerkirk Parish Library, die als älteste öffentliche Bücherei Schottlands gilt. Die Bücherei entstand 1793, als die Westerhall Mining Company, Eigentümerin der im selben Jahr bei Jamestown nördlich von Bentpath eröffneten Louisa-Antimon-Mine, und einige Privatpersonen den Minenarbeitern 23 Bücher vermachten. Die Minenarbeiter beschlossen, dass jeder fünf Shilling zum Erwerb weiterer Bücher beitragen solle, zu einer Zeit, da ihr wöchentlicher Lohn kaum zehn Shilling erreichte. Als die Mine um 1799/1800 wieder geschlossen wurde, wurde die Bücherei in der Schule von Bentpath untergebracht; 1863 bezog sie das heutige Gebäude. Thomas Telford, der 1757 in Glendinning bei der späteren Mine geboren wurde, stiftete der Bücherei testamentarisch £ 1000; deren Ertrag zum Ankauf weiterer Bücher verwendet werden solle. Diese Summe wuchs bis zur Verteilung seines Nachlasses 1851 auf insgesamt £ 2700 an. Die Bücherei steht bis heute den Einwohnern von Bentpath und Umgebung zur Verfügung.